# Logic Pro
Logic Pro（ロジック プロ）とはAppleによって開発・販売されている、macOS・iPadOS上で動作するMIDIシーケンサ及びデジタルオーディオワークステーションの機能を持つ音楽制作ソフトウェアである。

## 概要
Logic Pro はドイツのソフトウェア企業であるC-Lab（後のEmagic）によってAtari STプラットフォーム上で動作する譜面作成のソフトである Notator_SL として開発された。その後プラットフォームをMacintoshへと移動したがこのとき名称をNotator Logicと変更し、さらにLogicと名称を変更する。
2002年7月にAppleがEmagicを買収し現在に至る。かつて、Emagicで販売されていた時代はWindows版も存在したが、Appleによる買収後は開発・販売は停止された。この頃まで、音楽制作などクリエイターの間ではMacintoshが使われる事が大多数であった。
Logic Proは主に音楽制作の専門家向けに開発されたソフトである。また、Appleの音楽制作入門者向けソフトであるGarageBandとの上位互換性を持つ。
かつてはパッケージで市販されていたLogic Studioを構成するアプリケーションの一環であったが、Logic Pro X以降はMac App Storeからのダウンロードのみにより購入可能となっている。

## Logic Pro X
2013年7月16日、Logic Pro最新版として Logic Pro Xがリリースされた。
従来のグレーから、Final Cut Pro Xと同系統の黒を基調としたウィンドウデザインに変更。
このバージョンより64ビット専用となり、Logic Pro 9に搭載されていた「32-bit Audio Unit Bridge」は廃止。32ビット版プラグインを利用するためには他社製のソフトウェアが必要になった。

### 10.4.1 及び10.4.2で搭載された新機能
- Drum Kit Designer - 視覚的なインターフェースで自由にカスタマイズが行えるアコースティックドラム専用音源
- Drummer - 簡単にリアルなドラムパートを生成
- Flex Pitch - ボーカルなどの音程やリズムのズレをGUI上から自由に補正出来る
- Track Stack - 沢山のトラックを一つの親トラックにまとめる機能。単なるフォルダ、またはサブミックスとしても利用可能
- Retro Synth - アナログ、FM音源、ウェーブテーブルシンセなどのビンテージシンセサイザーを再現したプラグイン
- Bass Amp Designer - ベースアンプをモデリングしたプラグイン
- Channel EQ - 新しくなった大画面GUI。MS処理などが可能 (10.0.5アップデートより実装)
- MIDIプラグイン - アルペジエーターやコントロールチェンジのフィルターなどのMIDIメッセージに対するエフェクター
- テンポが異なるオーディオファイルを一瞬でプロジェクトテンポに従わせることが可能なスマートテンポ
- プラグイン音源　Studio Strings  Studio Horns  Vintage Mellotronの追加
- ビンテージアナログEQプラグインが3種類追加
- リバーブ・プラグイン　ChromaVerb追加
- 9個のエフェクトを内蔵する「Phat FX」追加
- リズミカル・マルチエフェクトの「Step FX」追加
- Drum Kit Designer用にブラシドラマー2人追加
- スマートテンポで、マルチトラック録音全体のテンポデータを分析してプロジェクトテンポを定義可能
- 読み込んだマルチトラックステムで、プロジェクトテンポに従うか、プロジェクトテンポを定義することが可能
- サウンドライブラリ（音色場所）の変更が可能
- メトロノームなしで録音されたMIDI演奏のテンポをスマートテンポで分析可能
- Alchemyに、オーディオの読み込み時に再合成とサンプリングのオプションを選択できるドラッグ・アンド・ドロップ・ホット・ゾーンを追加
- 新しいミキサーモードで、チャンネル・ストリップ・フェーダーとパンコントロールを使ってセンドレベルとパンを設定できます
- スコアエディタで、選択した音符に自動スラーを適用できます
- キーセッションの詳細やスタジオハードウェアの設定を覚えておくために、トラックまたはプロジェクトのノートに写真を追加可能

その他、スコア編集機能の強化（MusicXMLでの書き出し可能）、ミキサーにおいて純正EQのカーブおよびコンプレッサーのゲインリダクション量を表示させる機能の追加、iPad上からリモートコントロールするアプリの提供、EXS24やUltrabeat、ループコレクションに音色が追加された。
また、オルガン音源のEVB3、エレクトリック・ピアノ音源のEVP88、クラビネット音源のEVD6は、それぞれVintage B3、Vintage Electric Piano、Vintage Clavという新しいGUIを持つプラグインに更新された。
2020年5月12日、Logic Pro X発表以来、最大規模のメジャーアップデートとして、Logic Pro X 10.5をリリースした。

### Logic Pro
2020年11月12日、名称から"X"を外し、Logic Pro 10.6でAppleシリコン搭載Macに対応し、10.7にてMacBook Pro (2021)へ対応、空間オーディオ対応した。

## iPad用Logic Pro
2023年5月23日より、iPad用Logic Proが月額700円、または年額7,000円の利用料で販売されている。